# Олни, Си Джей
Кристофер «Си Джей» Олни-младший (англ. Christopher 'CJ' Olney Jr; род. 16 декабря 2006 года, Чикаго, Иллинойс, США) — американский футболист, полузащитник клуба «Филадельфия Юнион» и юношеской сборной США.

## Клубная карьера
Родился в Иллинойсе, в 2021 году присоединился к академии клуба «Филадельфия Юнион». 8 июля 2022 года дебютировал в составе второй команды клуба в MLS Next Pro в матче против «Рочестер Нью-Йорк». 14 ноября 2023 года стал пятым игроком в истории академии, подписавшим контракт с «Филадельфия Юнион II». Первый гол забил 26 марта 2023 года в ворота «Орландо Сити B». В сезоне 2024 забил 6 голов и отдал 8 результативных передач и был включён в символическую сборную сезона.
Впервые в состав первой команды был вызван 19 июня на матч против «Цинциннати». Дебютировал 23 июня в домашней игре с «Шарлоттом», заменив на 72-й минуте получившего травму Леона Флаха. 6 августа в качестве доморощенного игрока подписал с клубом четырёхлетний контракт с опцией продления на год.

## Карьера в сборной
Кроме американского, имеет итальянское гражданство. В апреле 2023 года получил вызов в тренировочный лагерь сборной до 17 лет, но за команду не дебютировал. В сборную до 19 лет первый вызов получил 4 июня 2024 года на товарищеские матчи против сборной Аргентины и сборной Уругвая. Дебютировал в игре с аргентинцами, заменив на 70-й минуте Нимфашу Берчимаса.

## Достижения
Индивидуальные
- Символическая сборная MLS Next Pro: 2024